# Martensrade
Martensrade ist eine Gemeinde im Kreis Plön in Schleswig-Holstein.

## Geografie

### Geografische Lage
Das Gebiet der Gemeinde Martensrade erstreckt sich südlich vom Selenter See im Naturraum Ostholsteinisches Hügel- und Seenland (Haupteinheit Nr. 702), einem Teil des Schleswig-Holsteinischen Hügellandes. Im Süden liegt das Naturschutzgebiet Gödfeldteich.

### Ortsteile
Brook, Ellhornsberg, Fuhlenbrügge, Grabensee, Grebinsrade, Haferklinten, Hohenklampen, Hummel, Klinten, Kollstedt, Lohbek, Marienhorst, Martensrade, Plus, Rögen, Rüfrade, Schien, Speckeln, Stellböken, Windberg, Wittenberg und Wittenberger Passau sowie das Gut Wittenberg liegen im Gemeindegebiet.

## Geschichte
Das Gut Wittenberg wurde 1299 erstmals erwähnt. Es befindet sich seit 1584 im Besitz der Familie Reventlow.
Von 1910 bis 1930 war Martensrade Bahnstation der Kleinbahn Kirchbarkau–Preetz–Lütjenburg, von 1910 bis 1938 war in Stellböken eine Bahnstation dieser Bahn.
Besondere Bekanntheit erlangte Martensrade durch den Sitz der rechtsextremen Verlagsgruppe Lesen und Schenken von Dietmar Munier, die unter anderem die Wochenzeitung Der Schlesier sowie die Monatsmagazine Zuerst! und Deutsche Militärzeitschrift im deutschsprachigen Raum an Kiosken vertreibt. Als Reaktion darauf wurde das Gemeinschaftshaus in Geschwister-Scholl-Haus umbenannt.

## Politik

### Gemeindevertretung
Bei der Kommunalwahl am 14. Mai 2023 wurden insgesamt elf Sitze vergeben. Von diesen erhielt Wir für Martensrade sieben Sitze und die SPD vier Sitze.

### Wappen
Blasonierung: „Von Blau und einer roten Backsteinmauer durch einen nach oben gewellten, nach unten gezinnten silbernen Schrägbalken geteilt. Unten ein silberner Baumstumpf.“

## Wirtschaft und Infrastruktur

### Wirtschaftsstruktur
Die Wirtschaft in der Gemeinde ist überwiegend landwirtschaftlich geprägt.

### Verkehr
Durch die Gemeinde führt die Bundesstraße 202 von Raisdorf nach Oldenburg (Holstein).

## Persönlichkeiten
- Johannes Kunckel (* um 1630 in Wittenberg; † 20. März 1703), Alchimist und Glasmacher
- Detlev von Reventlow (* 28. Oktober 1712 auf Gut Altenhof; † 5. Dezember 1783 in Kiel), Wirklicher Geheimrath und Oberkammerherr, Gutsherr auf Wittenberg
- Heinrich von Reventlow (* 30. September 1763 in Kopenhagen; † 31. Januar 1848 in Kiel), Offizier und Gutsherr auf Wittenberg
- Heinrich von Reventlow (* 2. März 1796 in Schleswig; † 2. Juli 1842 in Hildesheim), Verwaltungsjurist und Erbherr auf Wittenberg
- Friedrich von Reventlou (* 16. Juli 1797 in Schleswig; † 24. April 1874 in Starzeddel, Mark Brandenburg), deutscher Staatsmann, Erbherr auf Wittenberg
- Ernst Christian von Reventlow (* 26. Juli 1799 in Schleswig; † 12. Februar 1873 auf Gut Farve), Gutsbesitzer und Politiker, Erbherr auf Wittenberg
- Christian Andreas Julius Reventlow (* 7. November 1807 auf Gut Kaltenhof; † 27. März 1845 in Bordesholm), Verwaltungsjurist, Erbherr auf Wittenberg
- Ernst Emil Kurt von Reventlow (* 18. November 1868 auf Wittenberg; † 12. Januar 1933 ebenda), Gutsherr auf Wittenberg, Klosterpropst zu Uetersen
- Detlev von Reventlow (* 23. Oktober 1876 in Wittenberg; † 1950 in Pronstorf), Verwaltungsjurist und Verbandsfunktionär, Landrat des Kreises Guben
- Sabine Schröder (* 29. November 1942 in Angermünde), SPD-Politikerin, Landtagsabgeordnete und Gemeindevertreterin
- Ursula Kähler (* 21. Januar 1944 in Höxter), SPD-Politikerin, Landtagsabgeordnete und Gemeindevertreterin
- Dietmar Munier (* 7. Februar 1954 in Hannover), Verleger, lebt in Martensrade und leitet dort den rechtsextremen Verlag Lesen und Schenken